# 仮想通貨TRON
TRON（トロン）は、孫宇晨によって2017年に設立されたブロックチェーンプラットフォームであり、そのネイティブ暗号通貨はTRXと呼ばれる。

## 概要
TRONは分散型アプリケーション（DApps）の開発を目的としたプラットフォームで、スマートコントラクト機能を備えている。2018年にはBitTorrent Inc.を買収し、同社のP2P技術と統合した。
技術的には3層アーキテクチャ（ストレージ層、コア層、アプリケーション層）を採用しており、独自の仮想マシンを備えている。ブロック生成時間は約3秒で、理論上は2,000TPSの処理能力を謳っている。

## 市場動向
2023年9月時点で、時価総額は暗号通貨ランキングで上位20位内を維持している（CoinMarketCap調べ）。日本では2021年3月にビットポイントジャパンで初めて取引が開始された。